# Albrecht Fleckenstein
Albrecht Vinzens Siegfried Fleckenstein (* 3. Mai 1917 in Aschaffenburg; † 4. April 1992 in St. Ulrich bei Freiburg im Breisgau) war ein deutscher Pharmakologe und Physiologe. Besonders bekannt wurde er als Entdecker der Arzneistoffgruppe der Calciumantagonisten.

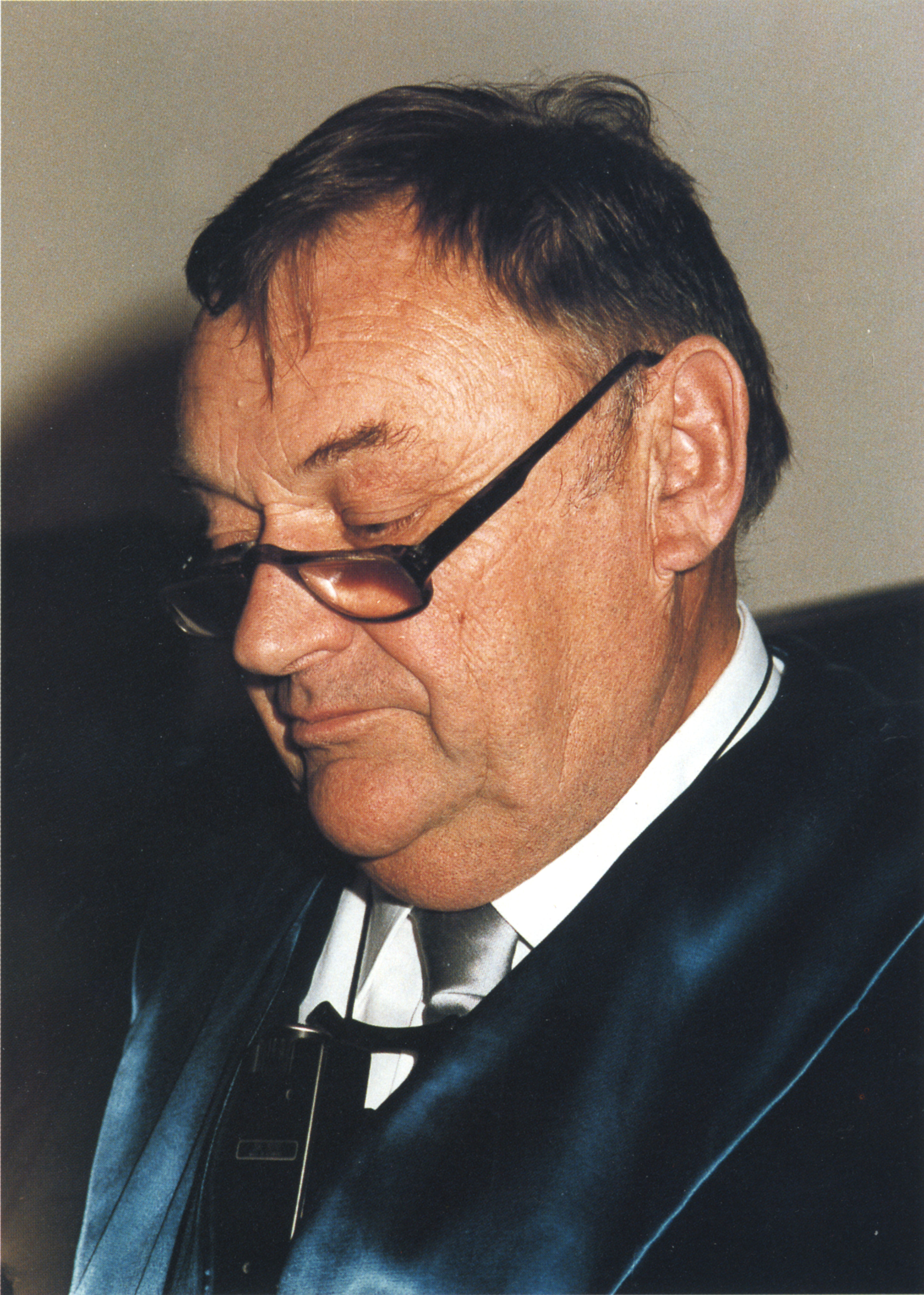
Albrecht Fleckenstein

## Leben
Sein Elternhaus war vor allem über die Mutter, Margareta geb. Haus, mit der Deutschen Zentrumspartei verbunden. Bald nach Albrechts Geburt übersiedelte die Familie nach Pirmasens, wo der Vater, Anton Fleckenstein, Staatsbankrat bei der Bayerischen Staatsbank war, bis er 1937 aus politischen Gründen seines Postens enthoben wurde. Die Familie zog dann – Albrecht hatte eben die Abiturprüfung abgelegt – nach Würzburg. Von 1937 bis 1942 studierte er in Würzburg – mit einem zwischengeschalteten klinischen Semester in Wien – Medizin. Noch während des Studiums publizierte er in der physiologischen Zeitschrift Pflügers Archiv einen in der Medizinischen Klinik der Universität Würzburg erstellten wissenschaftlichen Aufsatz. Er galt dem Mechanismus der Muskelkontraktion, einem Problem, das ihn sein Leben lang begleitete. Der Klinikleiter Erich Grafe bot ihm daraufhin ein Dissertationsthema an, und 1942 wurde er mit einer Arbeit Zur Lebenslage der Diabetiker im Krieg. zum Dr. med. promoviert.
Von 1943 bis 1945 war er im Rahmen des Wehrdienstes als Oberarzt zu Forschungsaufgaben an das von Ferdinand Flury geleitete Pharmakologische Institut Würzburg abkommandiert. Hier entstand seine zweite wissenschaftliche Arbeit, veröffentlicht in der pharmakologischen Zeitschrift Naunyn-Schmiedebergs Archiv für experimentelle Pathologie und Pharmakologie. Auch deren Fragestellung, der Mechanismus der Entzündungsentstehung, wirkte in seiner späteren Forschung nach.
Im April 1945 geriet Fleckenstein in amerikanische Kriegsgefangenschaft. Anfang 1947 entlassen, trat er eine Oberassistentenstelle am Pharmakologischen Institut der Ruprecht-Karls-Universität Heidelberg bei Fritz Eichholtz (1889–1967) an. Schon 1947 habilitierte er sich dort für Pharmakologie und Toxikologie mit einer Schrift Zum Mechanismus der peripheren Schmerzauslösung, in die auch seine Versuche aus der Würzburger Pharmakologie eingingen. 1951 bis 1952 verbrachte er als einer der ersten Deutschen nach dem Krieg ein Jahr als British Council Exchange Lecturer am Pharmakologischen Institut der Universität Oxford bei Joshua Harold Burn und am Biochemischen Institut der Universität Sheffield bei Hans Adolf Krebs, dem 1953er Empfänger des Nobelpreises für Physiologie oder Medizin.
1956 erhielt er – ungewöhnlicherweise, da er für Pharmakologie und Toxikologie habilitiert war – einen Ruf auf den Lehrstuhl für Physiologie der Albert-Ludwigs-Universität Freiburg als Nachfolger von Paul Hoffmann. Das Freiburger Institutsgebäude in der Hebelstraße war im Krieg völlig zerstört worden. Fleckenstein musste zunächst in Räumen des Pharmakologischen Instituts arbeiten und den Neubau eines gemeinsamen Physiologischen und Biochemischen Instituts in der Hermann-Herder-Straße betreuen. 1958 war der Neubau bezugsfertig, und 1960 wurde der neue gemeinsame Hörsaal der Physiologie und Biochemie eingeweiht. An dieser Wirkungsstätte entdeckte er die Wirkstoffklasse der Calciumantagonisten, und hier hielt er seine über den Kreis der Medizinstudenten hinaus bekannten Vorlesungen. 1957 wurde dem Physiologischen Institut ein Balneologisches Institut angegliedert, zuerst geleitet von Herbert Göpfert (1909–1991) und 1978 umgewandelt in ein separates – inzwischen wieder aufgelöstes – Institut für Angewandte Physiologie und Balneologie. 1975 wurde im Physiologischen Institut ein zweiter Lehrstuhl eingerichtet, zuerst besetzt mit Hermann Antoni (* 1929), der von 1968 bis 1975 das Physiologische Institut der Universität Frankfurt am Main geleitet hatte. Von 1959 bis 1962 war Fleckenstein Präsident der Deutschen Physiologischen Gesellschaft und im Amtsjahr 1961–1962 Dekan der Freiburger Medizinischen Fakultät. Rufe nach Basel und Graz lehnte er ab. Neben Hermann Antoni wurden drei weitere Schüler auf Lehrstühle für Physiologie oder verwandte Disziplinen berufen, nämlich Eckehard Gerlach (Aachen, später München), Raimund Kaufmann (Düsseldorf) und Helmut Tritthart (Graz).
1985 wurde Fleckenstein emeritiert, gehörte aber weiter einer Projektgruppe Calciumantagonismus seines Instituts an. Sein Grab liegt auf dem Friedhof von St. Ulrich neben der barocken Kirche des Ortes.
Albrecht Fleckenstein war in erster Ehe verheiratet mit Ilse Fleckenstein geb. Brabandt. Der Virologe Bernhard Fleckenstein, der Sauerstoffmedizin-Forscher Wolfgang Fleckenstein und die Allgemeinmedizinerin und Psychotherapeutin Margareta Kampmann-Schwantes geb. Fleckenstein sind ihre Kinder.
In zweiter Ehe war Albrecht Fleckenstein mit Gisa Fleckenstein-Grün verheiratet. Die Architektin und Managerin Susanne Fleckenstein, die Rechtsanwältin Barbara Fleckenstein-Weiland und die Augenärztin Monika Fleckenstein sind ihre gemeinsamen Töchter.

## Werk
Fleckenstein wollte stets über Marginales zu Zentralem vordringen, Wesentliches schaffen, zerstreute Beobachtungen zusammenführen. Das beeindruckt auch da, wo die spätere Forschung zeigte, dass er irrte.

### Der Mechanismus der Skelettmuskelkontraktion
Der Mechanismus der Skelettmuskelkontraktion war lange Zeit unklar und konnte erst in den 1950er Jahren aufgeklärt werden. Fleckensteins erste Arbeit dazu (seine erste überhaupt; s. o.), enthält kein einziges Experiment. Fleckenstein diskutiert darin vielmehr die Literatur. Er bezweifelt, dass es ein chemischer Vorgang wie die Spaltung von Adenosintriphosphat ist, der direkt zur Kontraktion führt. Er erinnert an die Abgabe von Kalium aus dem Muskel und die Aufnahme von Natrium in den Muskel bei der Kontraktion und die darauf beruhenden elektrischen Aktionspotentiale. Er errechnet – sein Hauptpunkt – dass die dem Konzentrationsgefälle folgenden Natrium- und Kaliumverschiebungen eine für die mechanische Kontraktion ausreichende Energie liefern. Er folgert, dass diese Ionenströme direkt, ohne zwischengeschaltete chemische Reaktion, die Kontraktion initiieren, und zwar vermutlich dadurch, dass die elektrischen Vorgänge „an der Membran … die Eiweißmoleküle der Faser zu strukturellen Änderungen im elektrischen Feld zwingen“; chemische Reaktionen kämen später und dienten der Wiederherstellung der Ionengradienten.
Viele seiner spätere Arbeiten widmeten sich der experimentellen Überprüfung, bis zu einer Monographie 1955. In ihr schlägt Fleckenstein einen Bogen von Giovanni Alfonso Borellis (1608–1679) De motu animalium zu seiner Gegenwart. „Nach einem viel gebrauchten Gleichnis soll der Aktionsstrom die Bedeutung eines zündenden Funkens haben für das Pulverfaß, dem die Kontraktionsenergie entstammt. Der Aktionsstrom wäre dementsprechend ein Aktivierungsprozeß ohne direkte Beziehung zur Kontraktion.“ Dies aber, auch die Annahme einer ATP-Spaltung zwischen elektrischen Vorgängen und Kontraktion, sei falsch. „… tatsächlich fehlt am lebenden Muskel ein Anhaltspunkt dafür, daß zwischen das elektrophysiologische Phänomen der Depolarisation und dem mechanischen Akt der Kontraktion ATP-Umsetzungen obligatorisch eingeschaltet sind. Im Gegensatz dazu ist der enge Zusammenhang zwischen den elektrischen Prozessen (bzw. den zugrundeliegenden Ionenverschiebungen) und den mechanischen Zustandsänderungen durch eine Vielzahl von Untersuchungen bewiesen.“
Die heutige Theorie der Skelettmuskelkontraktion nimmt hingegen an, dass das Aktionspotential zunächst zu einer intrazellulären Freisetzung von Calcium-Ionen in den Muskelzellen führt, dass Calcium dann eine Spaltung von ATP an den kontraktilen Proteinen ermöglicht und ebendiese ATP-Spaltung zur Verkürzung der Proteine führt.

### Schmerzauslösung und Schmerzausschaltung
Seine zweite wissenschaftliche Arbeit (s. o.) weiterführend, zeigte Fleckenstein in seiner Habilitationsschrift, dass viele Stoffe, die auf Schleimhäuten oder beim Injizieren in die Haut Schmerz verursachten, zum Beispiel das Allylsenföl, den Citratzyklus blockierten. Andere Stoffe, hohe Kaliumkonzentrationen zum Beispiel oder das Veratrin aus dem Weißen Germer, riefen Schmerz hervor, ohne den Citratzyklus zu stören. Fleckenstein machte wahrscheinlich, dass das allen diesen „Schmerzstoffen“ gemeinsam eine Depolarisation der peripheren Schmerzfasern war. Auch Anlegen einer Kathode an die Haut erzeugte durch Depolarisation Schmerz. Fleckenstein nannte deshalb die Schmerzstoffe „Katelektrotonica“. Lokalanästhetika wirkten den depolarisierenden und damit schmerzauslösenden Einflüssen entgegen. „Der Nervenblock durch Lokalanästhetika ähnelt hiermit dem Anodenblock der Elektrophysiologie. Lokalanästhetika können daher als ‚Anelektrotonika‘ bezeichnet werden.“ Wenig später, in seiner 1955er Monographie (s. o.), ging Fleckenstein weiter: der Grundmechanismus einer Nerv- oder Muskel-Erregung sei eine „Permeabilitätserhöhung für Na+“; der Grundmechanismus einer Erregungshemmung sei eine „Dichtung der Membran gegen eindringendes Na+“.
Die Begriffe „Katelektrotonica“ und „Anelektrotonica“ sind heute obsolet. Mit seinen Grundmechanismen der Erregung und Erregungshemmung aber argumentierte Fleckenstein an der Wissensfront der Zeit. Noch 1966 gab ein Übersichtsartikel kaum genauere Auskunft: „It is, of course, extremely difficult to obtain unequivocal evidence in support of one or another theory for the mechanism of local anesthesia. ... Nevertheless, ... a variety of evidence ... strongly suggests that local anesthetics act in their cationic, rather than their uncharged, form at or in the nerve membrane, through modifying the physicochemical state of its lipid constituents. The result is an alteration of ion permeability followed by conduction block.“
Heute weiß man, dass Lokalanästhetika spannungsabhängige Natriumkanäle blockieren, und zwar durch Bindung an Proteine der zelleinwärts liegenden Kanalöffnung.

### Die Pharmakologie der Sympathomimetika
Joshua Harold Burn am Pharmakologischen Institut Oxford interessierte sich für die Empfindlichkeitsänderung von Geweben gegenüber Sympathomimetika, die eintrat, wenn die sympathischen Nerven der Gewebe durchschnitten wurden: Die Wirkung von Noradrenalin und Adrenalin wurde gesteigert, die Wirkung von Tyramin und Amphetamin dagegen abgeschwächt oder aufgehoben. Hierüber handelt auch Fleckensteins Publikation aus Oxford.
Zurück in Heidelberg, erweiterte Fleckenstein das Thema. Man wusste, dass auch Kokain die Empfindlichkeit von Geweben gegenüber Sympathomimetika änderte, und zwar in derselben Richtung wie eine Denervierung: Cocain verstärkte die Wirkung von Noradrenalin und Adrenalin, schwächte dagegen die Wirkung von Tyramin und Amphetamin ab. Fleckenstein untersuchte weitere Substanzen und kam zu dem Schluss, dass es drei Gruppen von Sympathomimetika gibt. Die Substanzen der ersten Gruppe, die Brenzcatechin-Derivate wie Noradrenalin und Adrenalin, wirken direkt auf die Zellen des Erfolgsorgans, etwa auf die glatte Muskulatur; die Substanzen der zweite Gruppen, die Neuro-Sympathomimetika wie Tyramin und Amphetamin, wirken auf die Zellen des Erfolgsorgans nur indirekt, nämlich primär auf die sympathischen Nervenendigungen, vielleicht indem sie die Freisetzung des Neurotransmitters Noradrenalin steigern; dazwischen stehen Intermediär-Stoffe wie das Ephedrin. Den gleichartigen Einfluss von Denervierung und Cocain erklärte Fleckenstein mit der Annahme, dass Cocain als Lokalanästhetikum „eine Art ‚pharmakologische Denervierung‘ erzeugt“.
Fleckensteins Einteilung der Sympathomimetika – in heutiger Terminologie in direkt wirkende Sympathomimetika (präziser Adrenozeptor-Agonisten) und indirekt wirkende Sympathomimetika – ist Lehrbuchwissen geworden. Seine Deutung musste modifiziert – insbesondere die Deutung der Wirkung des Cocains als „pharmakologische Denervierung“ aufgegeben – werden, als Julius Axelrod und seine Gruppe etwa zehn Jahre später entdeckten, dass sympathische Nervenendigungen einen Transporter für Noradrenalin besitzen, der durch Cocain blockiert wird. Die heutigen Vorstellungen von den Empfindlichkeitsänderungen gegenüber Sympathomimetika hat der Würzburger Pharmakologe Ullrich Trendelenburg entwickelt.

### Calciumantagonisten
Bei seinen Untersuchungen zur Skelettmuskelkontraktion hatte Fleckenstein den Gehalt an Adenosintriphosphat und anderen energiereichen Phosphaten gemessen, erst in Sheffield bei Hans Adolf Krebs, dann in Heidelberg. Seit Ende der 1950er Jahre konzentrierte er sich mehr und mehr auf den Stoffwechsel der energiereichen Phosphate im Herzen. Er sah, wie einerseits ein Mangel an energiereichen Phosphaten, etwa bei Ischämie, andererseits aber auch eine Unfähigkeit des Herzens zur Nutzung vorhandener energiereicher Phosphate, etwa bei Calciummangel, zu einer Herzinsuffizienz führte. 1963 fasste er seine Erkenntnisse in einem Lehrbuchartikel zusammen.

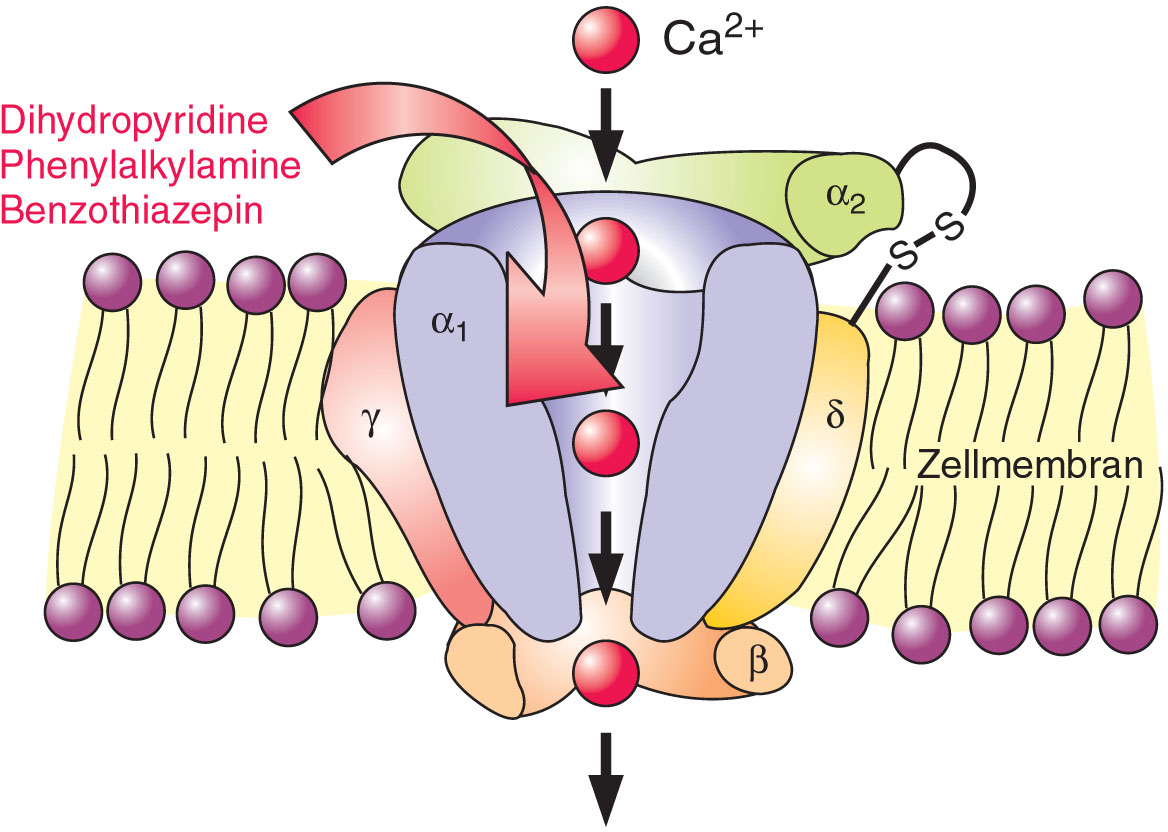
L-Typ-Calciumkanal mit (rot) den drei Gruppen der Calciumantagonisten

Im November desselben Jahres baten ihn zwei pharmazeutische Firmen um die Prüfung zweier neuer Herzmittel mit einem anscheinend den Betablockern ähnlichen Wirkmechanismus: Prenylamin (Segontin®) von den Farbwerken Hoechst AG in Frankfurt-Höchst und Verapamil (Isoptin®) von der Knoll AG in Ludwigshafen am Rhein, heute Teil der Abbott Laboratories. Fleckenstein verglich sie mit den bekannten Betablockern Pronethalol und Propranolol. Zunächst bestätigte sich die Betablocker-Ähnlichkeit. Unter anderem führten Prenylamin und Verapamil wie Pronethalol bei narkotisierten Meerschweinchen in hohen Dosen zu einer Herzinsuffizienz, und zwar – wie Calciummangel – durch Störung der Nutzung energiereicher Phosphate. Im Jahr 1965 aber beobachteten die Freiburger Physiologen etwas, das ihren bisherigen Ansichten widersprach. Die durch Pronethalol und Propranolol verursachte Herzinsuffizienz ließ sich durch Agonisten an Beta-Adrenozeptoren wie Adrenalin nicht – oder nur bei sehr hohen Agonist-Dosen – rückgängig machen; das war wegen der Blockade der Beta-Adrenozeptoren plausibel. Die durch Verapamil und Prenylamin verursachte Herzinsuffizienz aber besserte sich schon nach kleinen Dosen von Beta-Adrenozeptor-Agonisten. Offenbar waren nach Gabe von Verapamil und Prenylamin die kardialen Beta-Adrenozeptoren kaum oder gar nicht blockiert. Versuche mit anderer Methodik folgten. Die Ergebnisse wurden 1967 in zwei materialreichen Aufsätzen veröffentlicht, deren Lektüre das Ringen der Autoren um die Deutung zeigt. In der Zusammenfassung taucht der Begriff „Calciumantagonist“ erstmals auf. Die vier Stoffe, so heißt es sinngemäß, setzten die Spaltung von Adenosintriphosphat an den kontraktilen Proteinen auf zwei Wegen herab: einerseits durch Blockade der Beta-Adrenozeptoren – dies sei der Hauptmechanismus bei Pronethalol und Propranolol; andererseits durch „Behinderung des Ca++-Influx während der Erregung bzw. durch  Ca++-Verdrängung am kontraktilen System“ – dies sei der Hauptmechanismus der „Ca++-Antagonisten“ Prenylamin und Verapamil.
Die Frage, ob der Eintritt des Calciums in die Zellen oder die Bindung des Calciums an seine intrazellulären Wirkorte gehemmt würde, blieb 1967 offen. Sie wurde aber bald zugunsten der Hemmung des Calciumeintritts entschieden: Calciumantagonisten blockierten Calciumkanäle. Die weitere Entwicklung bestand unter anderem in der Synthese neuer Calciumantagonisten. Wichtig wurde vor allem das 1,4-Dihydropyridin-Derivat Nifedipin. Seine Untersuchung zeigte, dass es verschiedene Typen von Calciumkanälen gibt und dass Calciumantagonisten selektiv die L-Typ-Calciumkanäle blockieren, die deswegen auch „Dihydropyridin-Rezeptoren“ genannt wurden. Zur weiteren Entwicklung gehörte die Erkenntnis, dass die Calciumkanäle nicht nur im Herzmuskel blockiert werden, sondern auch in anderen Organen, vor allem der glatten Muskulatur.  Zur weiteren Entwicklung gehörte schließlich die Erforschung der arzneilichen Anwendung, die sich heute vor allem auf die arterielle Hypertonie, die koronare Herzkrankheit und Herzrhythmusstörungen erstreckt.
Im Jahr 2009 wurden in Deutschland auf Kosten der Gesetzlichen Krankenversicherung knapp 2 Milliarden Tagesdosen („definierte Tagesdosen“) Calciumantagonisten verordnet, was einer Einnahme von etwa 25 Tagesdosen pro Einwohner und Jahr entspricht. Die Calciumantagonisten sind damit nach den Hemmstoffen des Renin-Angiotensin-Systems, den Betablockern und den Diuretika die viertstärkste Arzneistoffgruppe für Herz-Kreislauf-Erkrankungen. Von den beiden Prototypen wird das Verapamil bis heute viel verordnet: 2009 waren es für die Gesetzliche Krankenversicherung in Deutschland 146 Millionen Tagesdosen – „der bedeutendste Wurf aus der Forschung der Knoll AG“.

## Die Persönlichkeit
Albrecht Fleckenstein beeindruckte physisch wie psychisch. Er setzte seine ganze Kraft ein, dem von ihm als richtig Erkannten zum Erfolg zu verhelfen. „Er war bewundernswert nicht nur in bezug auf das ‚Erfinden‘ der Calcium-Antagonisten, sondern vor allem auch in bezug auf das Engagement, die Begeisterung und die Hartnäckigkeit, mit der er dieses Prinzip weltweit bekanntgemacht und durchgesetzt hat.“
Manche Kollegen bemängelten, der Begriff „Calciumantagonist“ sei wenig glücklich, dann müsste man ja Lokalanästhetika auch „Natriumantagonisten“ nennen. „Calciumkanalblocker“ wäre ein besserer Name. In seiner History of calcium antagonists argumentiert Fleckenstein dagegen. In der mündlichen Diskussion aber mochte er entwaffnend sagen: „Der Begriff ‚Calciumantagonist‘ ist besser, weil ich ihn geprägt habe.“
Als Professor faszinierte er seine Studenten, konnte ihnen aber auch entgegentreten. 1968 war ein neuer Rektor zu wählen, aber etwa 40 Studenten blockierten mit einem Sit-in die Tür zum Wahlzimmer. Als Fleckenstein Durchlass forderte, warnte ein Student: „Da ist ja der Flecki.“ Fleckenstein wollte sich durchdrängeln. Ergebnis: „Da fielen etwa 15 Leute über mich her.“ Zwei Studenten, die ihn am Schlips fassten, schlug der Professor nieder: „Die habe ich so richtig in die Visage getroffen. Schließlich bin ich im Krieg bei den Luftlandetruppen im Nahkampf ausgebildet worden.“ Aus Kratzwunden am Hals blutend, betrat er das Wahlzimmer, konnte aber nicht wählen: Seine Kollegen hatten den Ringkampf mit den Studenten gescheut.
Hermann Antoni schreibt über das Miteinander im Institut: „Wie nur ganz wenige Hochschullehrer jener Zeit machte Albrecht Fleckenstein aus seiner Auffassung keinen Hehl, sondern hielt uneingeschränkt am Leistungsprinzip als Grundlage für wissenschaftliche Beurteilungen fest.... So war (er) oft zwar kein bequemer Chef, aber ein Vorgesetzter, bei dem sich alle Angehörigen des Instituts geborgen fühlten in dem Bewußtsein, daß er im Bedarfsfalle mit dem ganzen Gewicht seiner Persönlichkeit für sie eintreten würde.“

## Ehrungen
Fleckenstein war Ehrendoktor der Medizinischen Fakultäten der Ludwig-Maximilians-Universität München (1984), der Ruprecht-Karls-Universität Heidelberg (1986), der Rijksuniversiteit Limburg (Niederlande; 1986), der Universidad Nacional de La Plata (Argentinien; 1987) und der Universität Basel (1990).
1984 erhielt er den Paul-Morawitz-Preis der Deutschen Gesellschaft für Herz- und Kreislaufforschung und den Franz Gross-Preis der Deutschen Hochdruckliga. 1986 erhielt er den Ernst Jung-Preis, 1987 die Schmiedeberg-Plakette der Deutschen Pharmakologischen Gesellschaft, die Universitätsmedaille der Albert-Ludwigs-Universität Freiburg und den ASPET-Award der American Society for Pharmacology and Experimental Therapeutics. 1989 erhielt er den Karl Heinz Beckurts-Preis der gleichnamigen Stiftung und die Carl Ludwig-Gedenkmünze der Deutschen Gesellschaft für Herz- und Kreislaufforschung.
Er war Ehrenmitglied der Deutschen Physiologischen Gesellschaft (1986) und der Ägyptischen Kardiologischen Gesellschaft (1988).
Anlässlich seiner Emeritierung erhielt er das Große Verdienstkreuz des Verdienstordens der Bundesrepublik Deutschland.